# فم الطوب
فم الطوب (به عربی: فم الطوب) یک شهرداری در الجزایر است که در استان باتنه واقع شده‌است.